# Culture paluane
Pour un article plus général, voir Palaos.
 (octobre 2024).
Si vous disposez d'ouvrages ou d'articles de référence ou si vous connaissez des sites web de qualité traitant du thème abordé ici, merci de compléter l'article en donnant les références utiles à sa vérifiabilité et en les liant à la section « Notes et références ».

Palaos

La culture paluane, ou culture palaosienne, regroupe divers aspects de la culture des Palaos, ou république des Palaos, un pays d'Océanie situé en Micronésie.

## Langues
L'archipel compte de nombreuses langues dont :
- le Paluan, langue austronésienne parlée aux Palaos
- le Sonsorolais, langue micronésienne parlée sur l'île de Sonsorol, sur celle de Pulo Anna et des îles Merir, aux Palaos ainsi qu'aux îles Mariannes du Nord
- le Tobi, langue micronésienne

## Musique
La musique est semblable à celle des autres pays de la Micronésie. Toutefois, elle est influencée par les musiques européennes, américaines ou encore japonaises.

## Gastronomie
La cuisine des Palaos est très influencée par celle de ses voisins, notamment la cuisine des Philippines.

### Drapeau

Drapeau des Palaos.

## Sites archéologiques
Le pays compte de nombreux sites archéologiques, preuves de l'histoire millénaire de l'archipel : Imeong, Odalmelech, les Terrasses de Ngebedech et Tet el Bad.

## Patrimoine culturel

### Patrimoine mondial
Le programme Patrimoine mondial (UNESCO, 1971) a inscrit :
- Liste du patrimoine mondial aux Palaos, dont les îles Chelbacheb, les terrasses de Ngebedech et Tet el Bad.